# L'ultimo romantico (album Pino Donaggio)
L'ultimo romantico è un album discografico del cantante italiano Pino Donaggio, pubblicato nel 1971 dalla Carosello.
I brani Che effetto mi fa e L'ultimo romantico sono stati presentati, rispettivamente, al Festival di Sanremo 1970 e 1971.
Se io fossi un altro è una cover di Ball of Fire, brano di Tommy James and the Shondells pubblicato due anni prima.

## Tracce

### Lato A
1. L'ultimo romantico
2. Lei piangeva
3. Prigioniero
4. Ancora una notte
5. Musica tra gli alberi
6. Che effetto mi fa

### Lato B
1. Concerto per Venezia
2. Grand'uomo
3. Siamo andati oltre
4. Violini
5. Se io fossi un altro (cover di Ball of Fire)
6. Tu mi dici sempre dove vai